# Július Bielik
Július Bielik (ur. 8 marca 1962) – słowacki piłkarz grający na pozycji obrońcy. Grał dla Sparty Pragi w Czechosłowacji, Mazdy SC i Sanfrecce Hiroszima w Japonii. Rozegrał także 8 meczów w Reprezentacji Czechosłowacji i był uczestnikiem Mistrzostw Świata w 1990.